# 台灣變色龍
《台灣變色龍》，1997年臺灣電視公司單元劇，為臺灣電視史上首部類戲劇，曦康傳播製作，盛竹如主持兼旁白，劇中以模擬畫面呈現犯罪動機、經過及中華民國警察、檢察官或法務部調查局刑案偵辦的流程，並穿插盛竹如及高凡莊之旁白。開頭及中間並會插入盛竹如講述、評論及補充，中間有時會穿插台視新聞資料畫面及案件關係人訪談。結尾多有高哲翰之評論，內容多以臺灣諺語勸人為善，有時亦對當前警政及法律提出建言。另盛竹如有時會以講述或旁白方式，對刑案偵辦期間新聞媒體種種不當舉動進行批判。1997年4月15日於台視頻道首播。

## 播出時間
| 頻道         | 所在地 | 播放日期         | 播出時間     | 備註        |
| ------------ | ------ | ---------------- | ------------ | ----------- |
| 臺灣電視公司 | 臺灣   | 1997年4月15日起  | 每周二 21:00 |             |
| 臺灣電視公司 | 臺灣   | 1997年9月2日起   | 每周二 21:30 | [ 2 ] [ 3 ] |
| 臺灣電視公司 | 臺灣   | 1998年8月4日起   | 每周二 22:00 | [ 4 ]       |
| 臺灣電視公司 | 臺灣   | 1998年12月23日起 | 每周三 22:30 | [ 5 ]       |

## 單元列表
| 播出日期       | 播出集數 | 單元名稱           | 備註   |
| 1997年4月22日  | 第2集    | 鄧如雯殺夫案       | [ 6 ]  |
| 1997年5月6日   |          | 學童陸正被綁架案   | [ 7 ]  |
| 1997年7月8日   |          | 死刑犯胡關寶       | [ 8 ]  |
| 1997年7月15日  |          | 同班同學李玉民奇案 | [ 9 ]  |
| 1997年8月12日  |          | 劉琦命案           | [ 10 ] |
| 1997年9月30日  |          | 高雄四警命案       | [ 11 ] |
| 1997年10月14日 |          | 詹龍欄的不歸路     | [ 12 ] |
| 1997年10月28日 |          | 萬華西園排骨湯命案 | [ 13 ] |
| 1998年1月20日  |          | 馬曉濱綁架勒索案   | [ 14 ] |
| 1998年6月16日  |          | 魔鬼教練殺人案     | [ 15 ] |
| 1998年12月8日  |          | 午夜大審           | [ 16 ] |
| 1999年6月9日   |          | 冥界尋兇           | [ 17 ] |

## 影響
自《台灣變色龍》開播後，臺灣電視圈興起一股創作類戲劇之風潮，當中多為社會案件改編。《台灣變色龍》製作人劉夢萍曾對此現象有感而發，說道：「自從《台灣變色龍》開播後，後面就跟來二十多隻『變色龍』！」
中國電視公司綜藝節目《紅白勝利》之短劇單元〈中國電視尺〉中，主持人董至成以盛竹如扮相主持《台灣變色狼》及《台灣電視龍》（該單元虛構類戲劇名稱，用以影射《台灣變色龍》）時之語調與模樣，並套用董至成反串扮演之丑角董月花之名句「我覺得粉啊心、粉想吐」，形同戲仿《台灣變色龍》。

## 爭議

### 模仿犯罪爭議
播出一段時間後，不少人投訴該作將犯罪描繪過細，而後盛竹如等人赴行政院新聞局開過許多會議，聽過許多審核，逐步將時段往後移，逼使劇組開發新節目以逐步取代《台灣變色龍》 

### 隱私權爭議
播映之初，劇中之加害人及被害人皆以實名顯示，但由於遭仍在世之1980年代「脫逃大王」林宗輝抗議有侵害隱私之嫌，雖其控告盛竹如誹謗不成立，但《台灣變色龍》仍於1998年8月起改用化名。

## 改編小說
| 年份             | 書名            | ISBN            |
| ---------------- | --------------- | --------------- |
| 1997年5月1日發行 | 《台灣變色龍》  | ISBN 9577168612 |
| 1998年2月1日發行 | 《台灣變色龍2》 | ISBN 9577169384 |
| 1998年4月1日發行 | 《台灣變色龍3》 | ISBN 9577169783 |

## 資料來源
1. ↑  刑案演給你看 台灣變色龍由盛竹如主持兼辦案，聯合報，1997-4-15
2. ↑  變色龍太殘暴： 台視被要求更換時段，中國時報，1997-8-12
3. ↑  台灣變色龍今起改時段，聯合報，1997-9-2
4. ↑  「台灣變色龍」改頭換面易時播出，聯合報，1998-8-4
5. ↑  「變色龍」挪時段「真女人」、「推理王」今上場 丁華寵、楊瓊華、張雅雲 各有婚變經，聯合報，1998-12-29
6. ↑  台視／晚間9點02分 台灣變色龍 回顧鄧如雯殺夫案，民生報，1997-4-22
7. ↑  台視／晚間9點02分 台灣變色龍 回顧陸正綁架案 九年前痛失愛子 陸正父母有話要說 盼望政府正視社會治安，民生報，1997-5-6
8. ↑  戲劇圈 台灣變色龍 從善如流了，聯合晚報，1997-7-8
9. ↑  台視／晚間9點02分、TVBS／晚間10分 台灣變色龍 瞄準李玉民奇案 德州急診室 急救實況報導，民生報，1997-7-15
10. ↑  中視/晚間9點 社會秘密檔案 迎戰台灣變色龍 無名屍對上情殺案 周二九 點檔充滿'社會'味，民生報，1997-8-12
11. ↑  台視/晚間9點30分 台灣變色龍 重現'四警案'，民生報，1997-9-30
12. ↑  台視／晚間9點30分 拍高速追逐 花八小時剪一分鐘 特赴白河 了解‘穿 山甲’習性 台灣變色龍 瞄準槍擊要犯詹龍欄，民生報，1997-10-14
13. ↑  《綜藝線上》台視/晚間9點30分、環球新聞台/晚間10點15分 台灣變色龍 剖析西園排骨湯命案 小馬哥現場 關心青少年，民生報，1997-10-28
14. ↑  台視/晚間9點30分 台灣變色龍 回顧馬曉濱綁票案，民生報，1998-1-20
15. ↑  電視觀察站 七屍案變色? 家屬變臉 兇手變成悲劇英雄 引起抗議 台灣變色龍:劇情未加油添醋，聯合晚報，1998-6-18
16. ↑  大家來破案 台視/10:00 PM 台灣變色龍 龍江街雙屍命案，民生報，1998-12-8
17. ↑  台灣變色龍/冥界尋兇 台視/晚上 10:30 ，民生報，1999-6-9

- ‘台灣變色龍’靈異加料 時間加長，民生報，1999-8-2
- 《台灣變色龍》序，博客來官網轉載 （页面存档备份，存于）

## 節目的變遷
| 臺灣 台視 每周二 | 臺灣 台視 每周二                               | 臺灣 台視 每周二 |
| ---------------- | ---------------------------------------------- | ---------------- |
|                  | 台灣變色龍 （1997年4月15日 － 1998年12月22日） |                  |
| —                | 誰是推理王 (1998年12月29日-)                   |                  |

| 臺灣 台視 每周三 | 臺灣 台視 每周三                                | 臺灣 台視 每周三 |
| ---------------- | ----------------------------------------------- | ---------------- |
|                  | 台灣變色龍 （1998年12月23日 － 1999年11月10日） |                  |
| —                | —                                               |                  |